# Svetlana Chorkina
Svetlana Vasiljevna Chorkina (ryska: Светлана Васильевна Хоркина), född den 19 januari 1979 i Belgorod, Ryssland, är en rysk gymnast.
Hon tog OS-guld i barr och OS-silver i lagmångkampen i samband med de olympiska gymnastiktävlingarna 1996 i Atlanta.
Hon tog fyra år senare OS-guld i barr, OS-silver i lagmångkampen och OS-silver i fristående i samband med de olympiska gymnastiktävlingarna 2000 i Sydney.
Hon tog i sitt sista OS OS-silver i den individuella mångkampen och OS-brons i lagmångkampen i samband med de olympiska gymnastiktävlingarna 2004 i Aten.